# カナダ聖公会伝道協会
カナダ聖公会伝道協会（カナダせいこうかいでんどうきょうかい、英:Missonary Society of the Church of England in Canada、略称:MSCC）は、1902年に設立されたカナダの聖公会の内外伝道団体で、日本へは日本聖公会中部教区（愛知県・岐阜県・長野県・新潟県の教会と学校などの諸施設）に深い関係があった。

## 歴史
1883年に内外伝道協会 (Domestic and Foriegn Missonary Society) として設立された。最初はイングランド国教会の宣教団体のイギリス海外福音伝道会（SPG）と英国聖公会宣教協会（CMS）に献金を送金していた。
1888年、J・C・ロビンソンがウィクリフ・カレッジ伝道協会を組織した。1890年に日本への最初の宣教師ジョン・ウォーラーが派遣された。
1902年にはカナダ聖公会伝道協会（MSCC）が、それまでの三者
- 内外伝道協会（Domestic and Foreign Missionary Society、略称：DFMS）
- 内外伝道協会婦人会（Women's Auxiliary、略称：WA）
- 英国聖公会宣教協会カナダ支部（Canadian Church Missionary Society、略称：CCMS）

を統合して、カナダ聖公会の独自の伝道団体として設立されて、国内・国外（アジアでは中国、インドなどを含む）の宣教活動を強化した。日本へは日本聖公会中部教区（愛知県・岐阜県・長野県・新潟県の教会と学校などの諸施設）への宣教師派遣などの宣教活動を強めた。
1912年に、日本へH.J.ハミルトン主教が日本聖公会中部教区の中心地である名古屋へ派遣された。

## 参照項目
- ジョン・ウォーラー
- マーガレット・ヤング